# Berijew S-13
Die Berijew S-13 war ein sowjetischer Nachbau der Lockheed U-2.

## Geschichte

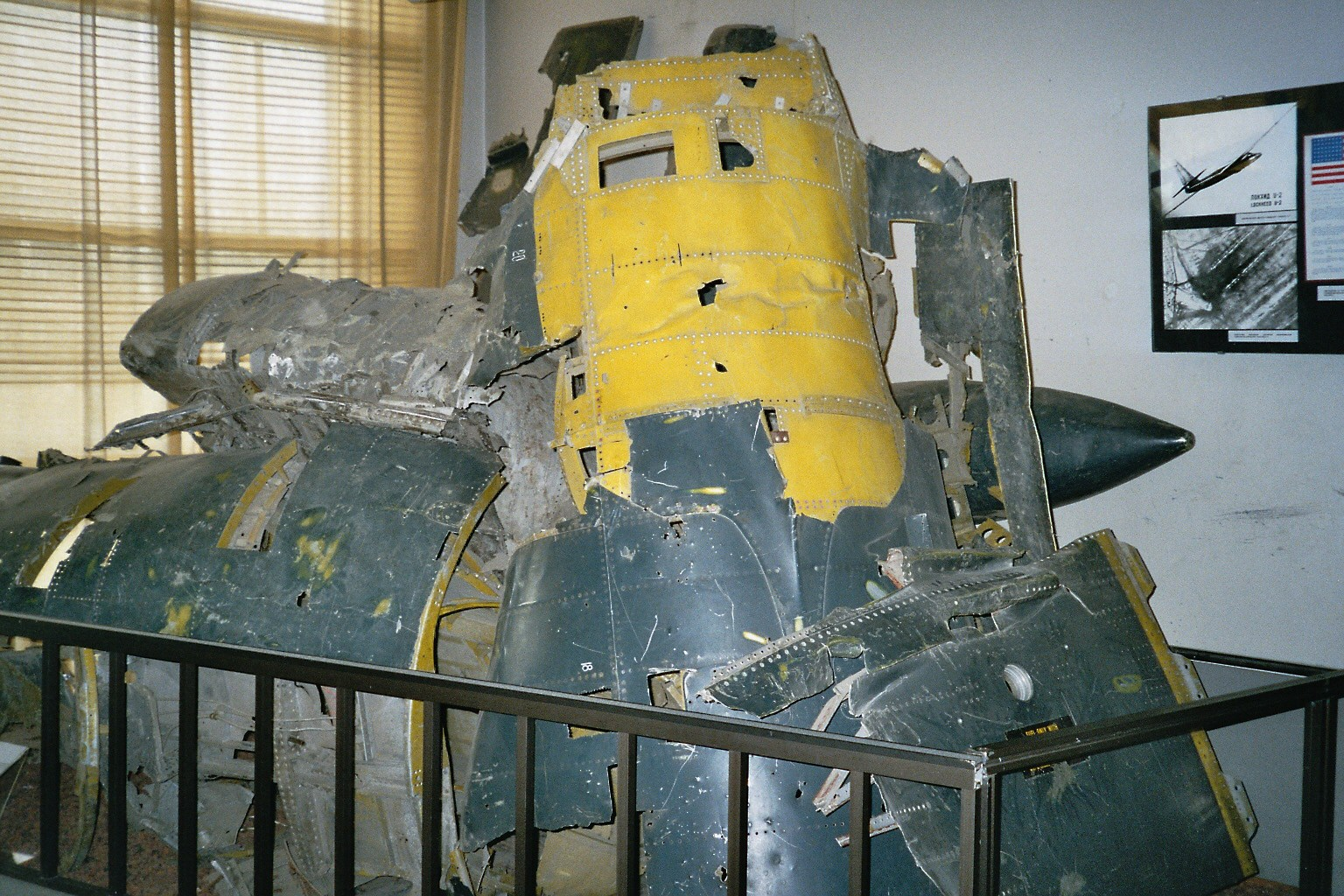
Wrackteile der von Francis Gary Powers geflogenen U-2 in einer Ausstellung im Zentralen Museum der Streitkräfte in Moskau

Zum Zeitpunkt der Indienststellung der U-2 in den USA verfügte die Sowjetunion nicht über ein vergleichbares Höhenaufklärungsflugzeug. Die Jak-25RW diente der Simulation der U-2, um die eigenen Luftabwehrkräfte zu schulen und trainieren, sie erreichte mit 21.000 Metern jedoch nicht die Flughöhe der U-2 (21.335 m, max. 25.900 m). Im Gegensatz zu den USA wurde dieses Höhenaufklärungsflugzeug aus politischen Überlegungen nicht außerhalb des sowjetischen Luftraumes eingesetzt.
Durch den Abschuss einer Lockheed U-2 bei Swerdlowsk am 1. Mai 1960 gelangte die UdSSR in den Besitz von Trümmerteilen dieses Spionageflugzeuges, die von sowjetischen Luftfahrtspezialisten untersucht wurden. Die Untersuchung wurde vom OKB-49 in Taganrog durch Georgi Berijew geleitet. Am 28. Juni 1960 beschloss der Ministerrat der UdSSR, dass das Flugzeug sowie dessen Triebwerk Pratt & Whitney J75-P-13 kopiert werden sollten. Das OKB-16 von Prokofij Filipowitsch Subez in Kasan erstellte unter der Bezeichnung RD-16-75 die Kopie dieses Triebwerkes.
Am 23. August 1960 befahl der Ministerrat der UdSSR die Vorserienproduktion von 5 Maschinen, wovon 2 nach den Versuchsflügen den Luftstreitkräften zur Verfügung gestellt werden sollten. Der Zeitplan war sehr eng gesetzt, da vorgesehen war, alle Komponenten der U-2 zu untersuchen und so zu kopieren, dass sie den Normen der sowjetischen Militärluftfahrt entsprachen. Ebenso sollte das AFA-60-Kamerasystem der U-2 kopiert werden.
Die S-13 sollte nicht nur zur Luftaufklärung, sondern auch als Wetterforschungsflugzeug und zur Zerstörung militärischer Ballone dienen.
Am 1. April 1961 war die erste Flugzeugzelle fertiggestellt (Triebwerk und Ausrüstung waren noch nicht eingebaut).
Aufgrund der Erkenntnis, dass die USA und deren Verbündete, ebenso wie die Sowjetunion, in der Lage waren, ein langsam fliegendes Objekt auch in großer Höhe abzuschießen, ließ der Ministerrat am 12. Mai 1962 das Projekt mit sofortiger Wirkung stoppen. Für die großräumige, langandauernde Überwachung waren Spionagesatelliten die bessere Lösung. Für kurzfristige, schnelle ad-hoc-Aufklärung setzte die Sowjetunion, wie die USA mit der SR-71, auf Geschwindigkeit, die einen Abschuss erschweren sollte. Diese Aufgabe übernahm später die aus der Je-155R entwickelte Mikojan-Gurewitsch MiG-25R.
Obwohl keine S-13 fertiggestellt wurde, brachte das S-13-Programm wertvolle Erkenntnisse im Umgang mit neuen Legierungen, Werkstoffen und Verarbeitungsverfahren hervor, die Anwendung in anderen Flugzeugen, z. B. der Mjassischtschew M-17, fanden.

## Technische Daten
| Kenngröße             | Daten                                |
| --------------------- | ------------------------------------ |
| Besatzung             | 1                                    |
| Länge                 | 15,7 m                               |
| Spannweite            | 24,38 m                              |
| Leermasse             | 5.900 kg                             |
| Startmasse            | 11.000 kg                            |
| Triebwerk             | 1 × RD-16-75 Turbojet mit 11.300 kgp |
| Höchstgeschwindigkeit | 850 km/h                             |
| Dienstgipfelhöhe      | 24.000 m                             |
| Reichweite            | 6.400 km                             |